# Batalla de Carentan
La batalla de Carentan va ser un combat de la Segona Guerra Mundial entre les forces aerotransportades de l'exèrcit dels Estats Units i el Heer alemany durant la batalla de Normandia. La batalla va tenir lloc entre el 6 i el 13 de juny de 1944, en els acostaments cap a dins i a la ciutat de Carentan.
L'objectiu de les forces americanes que atacaven era la consolidació dels caps de platja dels Estats Units (Utah Beach i Omaha Beach) i l'establiment d'una línia defensiva contínua contra els esperats contraatacs alemanys. La força alemanya defensora va intentar retenir la ciutat el temps suficient per permetre que els reforços en ruta del sud arribessin, prevenissin o retardessin la fusió de les tropes desembarcades i evitar que el Primer exèrcit nord-americà llançés un atac cap a Lessay-Périers que tallés la península de Cotentin.
Carentan va ser defensat per dos batallons del Fallschirmjäger-Regiment 6 (6è Regiment de Paracaigudes) de la 2a Divisió Fallschirmjäger i dos batallons Ost. La 17a Divisió SS Panzergrenadier, enviada per reforçar Carentan, es va retardar per l'escassetat de transport i els atacs dels avions aliats. L'atacant 101a Divisió Aerotransportada, desembarcada en paracaigudes el 6 de juny, com a part de les operacions aerotransportades estatunidenques a Normandia, va rebre l'encàrrec d'ocupar Carentan.
En la batalla següent, la 101 forçà un pas a través de la riera de direcció cap a Carentan els dies 10 i 11 de juny. La manca de municions va obligar les forces alemanyes a retirar-se el 12 de juny. La 17a Divisió SS PzG va contraatacar la 101 el 13 de juny. Inicialment reeixida, el seu atac fou rebutjat pel Comandament de Combat A (CCA) de la 2a Divisió Blindada dels Estats Units.

## Rerefons

### Operació Overlord
El 6 de juny de 1944, els Aliats van llançar una invasió aèria i amfibia de Normandia llargament esperada, denominada amb el nom d'"Operació Overlord. Els paracaigudistes de la 101a Divisió Aerotransportada van aterrar darrere de la platja Utah amb l'objectiu de bloquejar els reforços alemanys que volguessin atacar el flanc del VII Cos durant la seva missió principal de conquerir el port de Cherbourg. El 6 i el 7 de juny, les tropes planeadores van ser desembarcades per planeadores i vaixells.
La fusió dels caps de platja nord-americans a Utah i Omaha Beach era un dels objectius del dia D de les forces amfibies, però no es va aconseguir a causa de la forta resistència alemanya a Omaha. D'altra banda, la intel·ligència aliada va creure que tres divisions alemanyes estaven reunint-se per conduir una falca entre elles. El comandant general aliat suprem, Dwight D. Eisenhower, va inspeccionar Omaha el 7 de juny i va ordenar un "esforç concentrat" per realitzar l'enllaç.
El tinent general Omar Bradley, principal comandant de terra nord-americà, va ordenar que es canviés el pla tàctic original per fer de la màxima prioritat de les operacions nord-americanes la unió de les platges a través d'Isigny i Carentan. El VII Cos va rebre la tasca de Carentan i va assignar la 101a Divisió Aerotransportada, la més propera a la ciutat, "l'única tasca de capturar Carentan".

### Geografia
Carentan és una ciutat portuària situada a Normandia, a la vall del riu Douve, a la base de la península de Cotentin. En el moment de la Segona Guerra Mundial, la població civil de Carentan era d'uns quatre mil habitants. Quatre grans carreteres i un ferrocarril convergien a la ciutat, des de Cherbourg al nord-oest, Bayeux i Caen a l'est, Saint-Lô al sud-est i Coutances al sud-oest.
La ciutat està dominada per terrenys alts cap al sud-oest i sud-est, tots els quals van estar sota control alemany durant la batalla. Els seus altres tres enfocaments estan vorejats per cursos d'aigua: el riu Douve a l'oest i al nord, una conca al nord-est i el canal Vire-Taute a l'est. Els alemanys van inundar gran part de la plana inundable del riu Douve abans de la invasió, i va resultar en un pantà impracticable per als vehicles i difícilment travessat per infanteria, una tàctica que abans havia utilitzat Napoleó Bonaparte al mateix lloc.
La carretera de Saint Côme-du-Mont travessava la plana inundable a través d'una estreta carretera de 2 km de longitud que tenia bancs que augmentaven de 2 a 3 m sobre el pantà. Quatre ponts travessaven el Douve i diversos afluents al llarg de la carretera. Les tropes al descobert podrien trobar coberta només excavant a la riba oriental inclinada de la calçada. En retirar-se de Saint Côme-du-Mont, els alemanys van volar el pont núm. 2 a la calçada i també una part del terraplè del ferrocarril.

### Forces

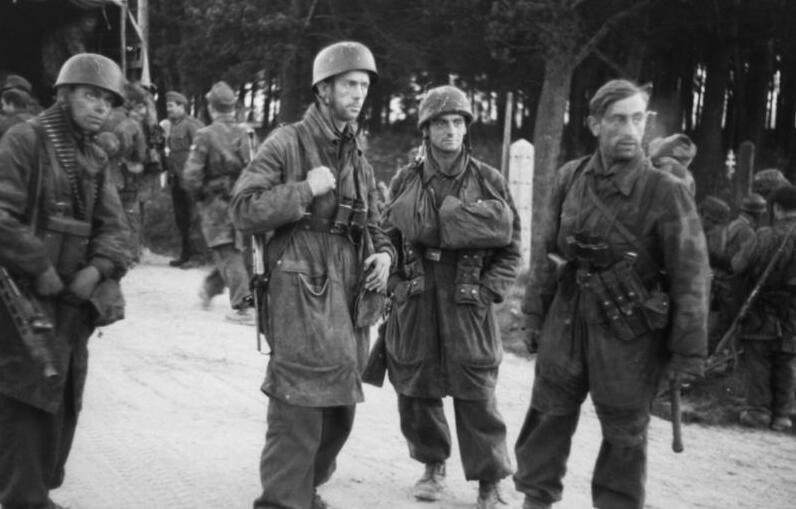
Tropes paracaigudistes alemanyes a Normandia

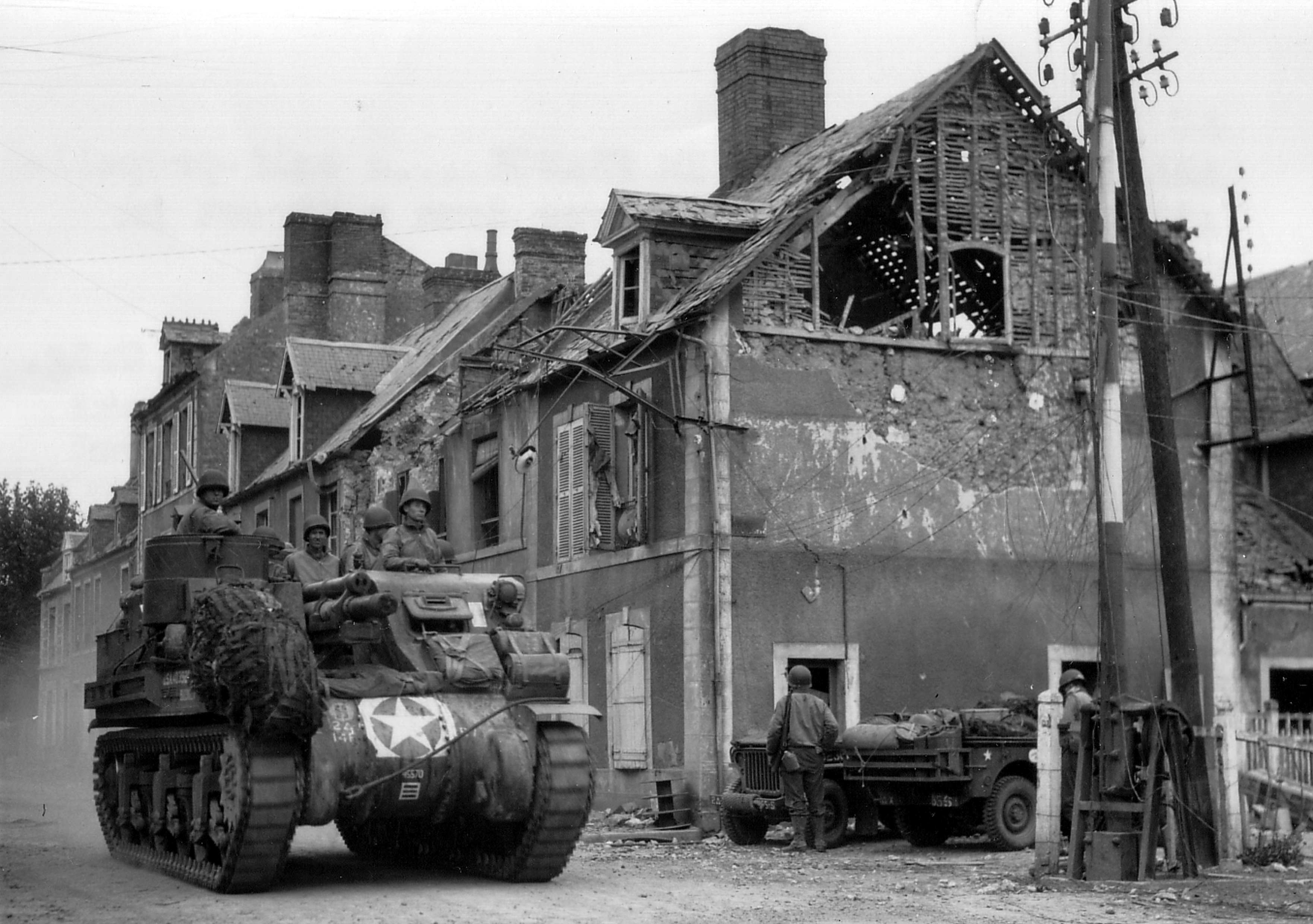
Tanc M4 Sherman a Carentan

Carentan estava defensada per dos batallons del Fallschirmjäger-Regiment 6 (6è Regiment de Paracaigudes) de la 2a Divisió Fallschirmjäger, comandats per l'oberst Friedrich von der Heydte, i restes del 1058. Regiment Granader de la 91 Divisió de Desembarcament Aeri. Ambdues havien escapat de Saint Côme-du-Mont el 8 de juny, quan el poble va ser capturat per la 101a Divisió Aerotransportada. Els II./FJR6 i III./FJR6 (2n i 3r Batallons, 6è Regiment de Paracaigudes) encara estaven intactes com a formacions de lluita, però III./GR1058 havia estat gairebé destruït en tres dies de combat i ja no era efectiu com a unitat.
El LXXXIV Korps va reforçar el 6è Regiment de paracaigudes (FJR6) amb dos batallons Ost i uns quants supervivents del Grenadier-Regiment 914 (352a Divisió d'Infanteria després de la derrota del 9 de juny a Isigny. El comandant del grup d'exèrcits B, el mariscal Erwin Rommel, va ordenar a von der Heydte que defensés la ciutat "fins a l'últim home". Otl. von der Heydte va col·locar els batallons Ost (de tercera i quarta categoria, per definició alemanya) al llarg del canal de Vire-Taute per defensar-lo a l'est. II./FJR6 va col·locar a l'extrem de Carentan de la calçada i III./FJR6 va cavar per defensar-se d'un atac del nord.
La 17a Divisió SS Panzergrenadier estacionada a Thouars, aparentment una divisió d'infanteria mecanitzada de la Reserva Mòbil de l'OKW però sense tancs ni transport adequat, es va ordenar el 7 de juny que es traslladés a Normandia després dels desembarcaments aliats. No obstant això, es va retardar per l'escassetat de camions i els atacs dels avions aliats que van destruir els ponts sobre el riu Loira i van prohibir els moviments ferroviaris. Els elements d'avançada van arribar a Angers el 9 de juny i a Saint-Lô el 10 de juny, moment en què la principal preocupació de Rommel era prevenir un atac cap a l'oest de Carentan per tallar el Cotentin. El 38è regiment Panzergrenadier va formar un grup de batalla mòbil per resistir les unitats del V cos al sud d'Isigny, i el 37è PzG-Rgt va ser enviat a Carentan.
La 101a Divisió Aerotransportada va consolidar les seves forces a Normandia el 9 de juny. Els seus tres regiments de paracaigudes (501, 502 i 506è PIRs) havien quedat molt escampats durant els salts, perdent un nombre important d'homes morts i desapareguts com a resultat, i havien patit més víctimes en prendre Saint Côme-du-Mont. El seu 327è Regiment d'Infanteria en planador havia aterrat en gran part a la platja de Utah el D+1 (el 7 de juny) i, tret del seu tercer batalló (el 1r Batalló adjunt, el 401è GIR), encara havia de lluitar seriosament. Diverses unitats dels 327 van desembarcar en vaixell el dia D. El pelotó antitanc del 327 HQ Co va planejar cap a França.
La 2a Divisió Blindada, que formava part del V Cos dels Estats Units, s'havia avançat a la platja d'Omaha per donar suport al 175è regiment d'infanteria (29a divisió) a Isigny. El seu Comandament de Combat A (CCA), format per tancs M4 Sherman del 2n Batalló, 66è Regiment Blindat i infanteria mecanitzada del 3r Batalló, 41è Regiment d'Infanteria Blindada, estava disponible com a reserva de força blindada per al 101 Aerotransportada.

## Batalla
El 9 de juny, la 101 es va acabar de consolidar, amb el 502è PIR custodiant el flanc dret al llarg del riu Douve superior, el 506è PIR desplegat a través de la carretera de Carentan i el 327è GIR a l'esquerra en posicions al llarg del riu Douve davant de Brévands. El 501è PIR era la reserva de la divisió i custodiava el flanc esquerre a l'est del 327.
Patrulles i reconeixement aeri de Carentan van indicar que es podria defensar lleugerament la ciutat i es va fer un pla per capturar la ciutat mitjançant un doble embolcall, utilitzant el 502è PIR a la dreta i el 327è GIR a l'esquerra, previst per saltar fora just després mitjanit 10 de juny. Aleshores, la missió del 502 era travessar els ponts i capturar un terreny alt al sud-oest de la ciutat al llarg de la carretera de Périers (Turó 30) per bloquejar la retirada. El 327 havia de creuar el Douve a Brévands, fer una volta a una milla a l'est i sortir a la carretera oest d'Isigny per agafar la ciutat.

### El Viarany del Cor Porpra
Encapçalant l'atac del 502è, el 3r Batalló (3r/502è PIR) del coronel Robert G. Cole va trobar el pont nº 2 (el pont de Douve) sense reparar i els enginyers assignats a la tasca van ser clavats pel foc d'un canó de 88mm. Cole va enviar al seu S-2, tinent Ralph B. Gehauf, amb una patrulla a l'altre costat del riu en un petit vaixell. Es van dirigir cap a l'últim pont, que van trobar bloquejat per una porta belga. La patrulla va aconseguir deixar de banda l'obstacle tan sols 45 centímetres, el suficient perquè un soldat passés. La patrulla aviat va arribar sota foc de morter i metralladora i va tornar a les 05:30, quan es va ajornar l'atac. La major part del foc semblava provenir d'una gran masia (49° 18′ 44.6″ N, 1° 15′ 37.2″ O / 49.312389°N,1.260333°O) and i una tanca en un terreny superior a 250 metres a la dreta de la carretera més enllà del pont núm. 4.
El 1er i el 2n Batallons del 327 GIR van travessar el riu Douve durant les primeres hores del matí del 10 de juny. El 1r Batalló va rebre baixes de foc amic de morters nord-americans durant el creuament amb llanxes de goma. Algunes unitats es van vorejar pel riu. Després d'arribar al marge est a les primeres hores del dia, el 327è GIR va girar cap al sud cap a Catz. El 1er Batalló atacà al costat sud de la carretera d'Isigny i el 2n Batalló al costat nord. Amb la Companyia G al capdavant del 2n Batalló, es van rebre greus baixes quan es van apropar a Carentan. La Companyia G va passar a la reserva i es va adjuntar al 3r Batalló del 327è (401). A les primeres hores del dia 11, la Companyia A dels 401 (3Bn) i Co G del 327è van atacar cap al sud al llarg de Bassin a Flot, tornant a patir greus baixes.
A les 01:45, el 1/327è GIR va començar a creuar les passarel·les sobre el baix Douve, i cap a les 06:00, sota cobertura de foc d'artilleria, tot el regiment es trobava a l'altre costat. Va capturar Brévands i va començar el moviment de 5 km al sud i a l'oest. La companyia A del 401è GIR, acompanyada de l'assistent de divisió G-3, va sortir de la columna i va marxar cap a l'est cap a Auville-sur-le-Vey per connectar-se amb la 29a Divisió d'Infanteria nord-americana. El 327 no va trobar una oposició seriosa fins que es va apropar als ponts que abocaven el canal Vire-Taute a l'est de Carentan a les 18:00. Va entrar en atac amb dos batallons en línia i a mitjanit va mantenir la riba est.
El pont de Douve encara no estava reparat quan va tornar el 3/502n PIR al migdia. Els paracaigudistes van utilitzar materials d'enginyer a mà per improvisar una passarel·la i van començar el seu atac poc després de les 13:00. Desplaçant una fila únic per la calçada i avançant enfilant-se i rastrejant, el punt del batalló de 400 homes va arribar al pont núm. 4 cap a les 16:00, amb la major part de la unitat passat el pont núm. 3. El foc d'artilleria i morter primer i de franctiradors i metralladora després va augmentar a mesura que s'apropaven, i les baixes del 3r/502è PIR es van fer greus. La caiguda de la nit va posar fi a l'avanç, però no a les víctimes, quan un atac a les 23:30 de dos Ju 87 Stukas contra la carretera, va matar 30 homes i va colpejar la 1a Companyia completament fora de la batalla. Les greus víctimes patides pel 3r/502d PIR, estimat en el 67% de la força original e,van derivar en el sobrenom de "Viarany del Cor Porpra" aplicat a la porció de la carretera Carentan-Sainte-Mère-Église.

### La càrrega de Cole, 11 de juny

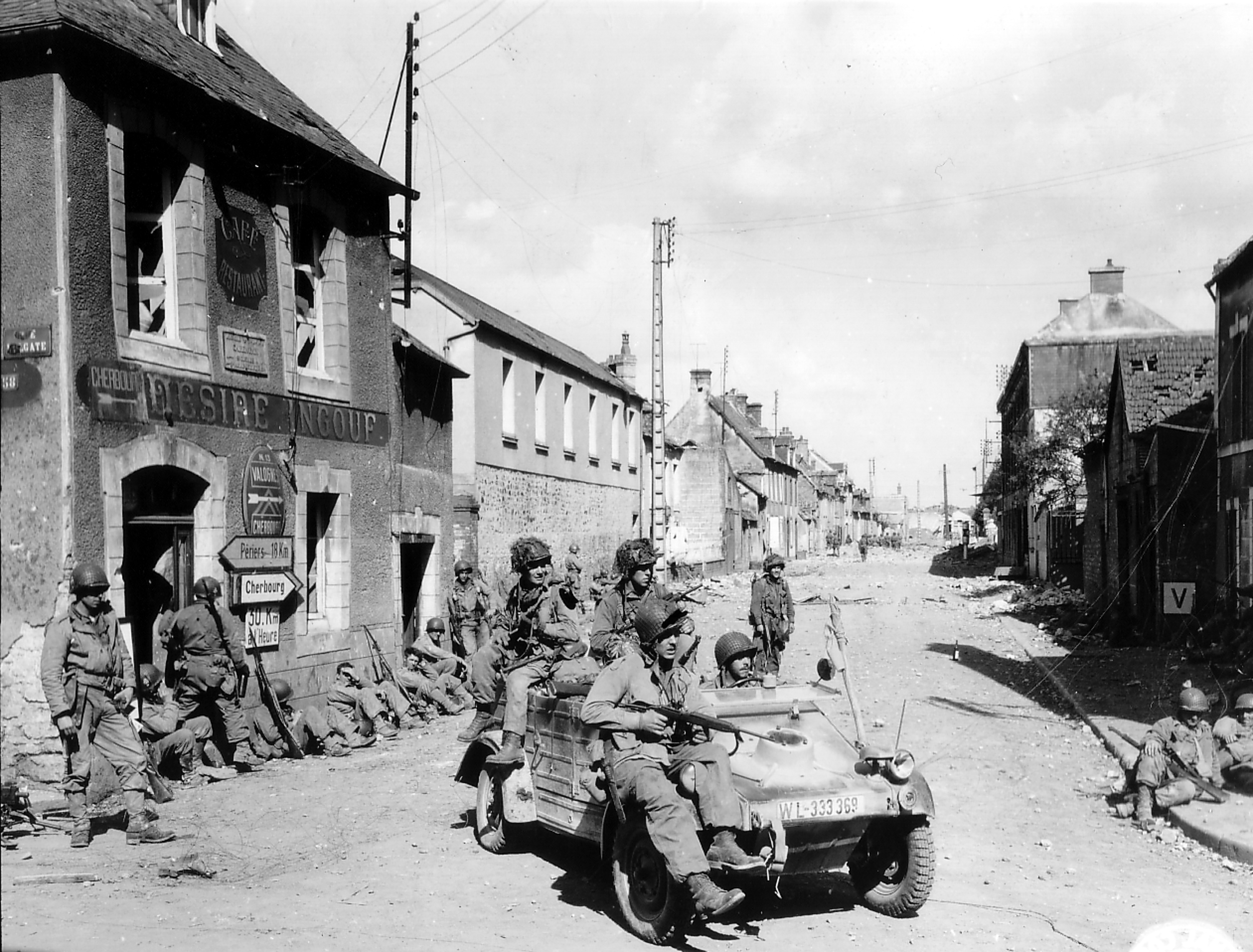
Tropes aerotransportades a Carentan en un Kubelwagen alemany capturat.

Durant la nit, el foc alemany va caure. La Companyia H va entrar en obrir l'obstacle, i quan no va patir cap ferit, a les 04;00 la Companyia G i a l'estat major de la companyia van seguir coberts a banda i banda de la carretera. Els exploradors al punt gairebé van arribar a la masia principal al capvespre del matí quan van ser tallats pel foc alemany. El coronel Cole va demanar immediatament suport a l'artilleria, però el foc alemany no va cessar. A les 06:15, utilitzant una pantalla de fum per ocultar, el coronel Cole va ordenar al seu oficial executiu, el major John P. Stopka, que passés l'ordre al batalló que hauria de capturar les posicions alemanyes per eliminar-les.
Utilitzant un xiulet per indicar l'atac, Cole va dirigir una càrrega de baioneta que va desbordar els defensors en un combat tancat salvatge, pel qual després Cole va ser guardonar amb la Medalla d'Honor. Al principi només es va carregar una petita part del batalló, aproximadament 20 homes, però Stopka va seguir ràpidament amb 50 més. L'atac va recollir impuls quan els altres paracaigudistes van observar el progrés i es van unir a ell, creuant una rasa. Desbordant la masia buida, homes de la Companyia H van trobar molts paracaigudistes alemanys enterrats al llarg de la tanca que hi havia al darrere. Les companyies H i G els van matar amb granades de mà i baionetes, però a un cost important per a ells mateixos.
Els supervivents del 3r/502è PIR van configurar posicions defensives i van sol·licitar que el 1r Batalló 502è PIR continués amb l'atac. El batalló del coronel Patrick F. Cassidy, però, també va patir greus víctimes per foc del morter i només va poder enfortir la línia defensiva del tinent coronel Cole, ocupant posicions del lloc de comandament del tercer batalló a la masia fins a la carretera. Durant una treva de dues hores a migdia en què les forces nord-americanes van intentar negociar per a la retirada de les víctimes, la Companyia C 502 va avançar des del pont número 4 cap a un camp de cols entre la segona i la tercera cledes. La Companyia A 502 es va desplaçar just darrere de la Companyia C i va ampliar la seva línia a través de la carretera. La lluita al camp de cols durant la tarda sovint es va produir a un extremadament proper amb les forces enfrontades als costats oposats de la mateixa tanca.
Llevat de la treva de migdia, que el FJR6 també va utilitzar per reaprovisionar i reorganitzar-se, les forces nord-americanes van repel·lir atacs repetits. El darrer gairebé va aconseguir desbordar el 3r/502è PIR el 1830, guanyant tot menys el tancament final entre aquest i el riu Douve. Tanmateix, l'oficial d'artilleria del coronel Cole, capaç de superar l'atac de la seva ràdio, va fer una concentració de l'artilleria del VII Cos tan a prop que també van morir diversos nord-americans. La violència aclaparadora de la barrera de 5 minuts va fer retrocedir l'últim contraatac alemany.
Les patrulles del 327 havien descobert una passarel·la parcialment destruïda sobre el canal de Vire-Taute al punt on connectava amb el Douve, al nord-est de la ciutat. El pont es va reparar cap a les 10:00 i una companyia cadascun dels 2n (Companyia G) i 3r batallons (Companyia A 401) van creuar i atacar els marges boscosos de la conca (Bassin à Flot), però com el 502, van ser aturats a 1 km de Carentan per foc de metralladores i morters que l'artilleria no va poder suprimir.
El FJR6, gairebé sense de municions, es va retirar durant la nit, quedant només una petita protecció posterior. Un llançament de subministraments en paracaigudes de la Luftwaffe va caure tard aquella nit a 11 km cap al sud-oest per ajudar. La 17a Divisió SS Panzergrenadier (Generalmajor der Waffen-SS Werner Ostendorff), a la carretera cap a Carentan des del dia D, havia estat endarrerit per atacs aeris i falta de combustible. A la nit del dia 11 de juny, només uns quants elements avançats havien arribat a les zones de reunió de la divisió.

### Carentan capturat, 12 de juny

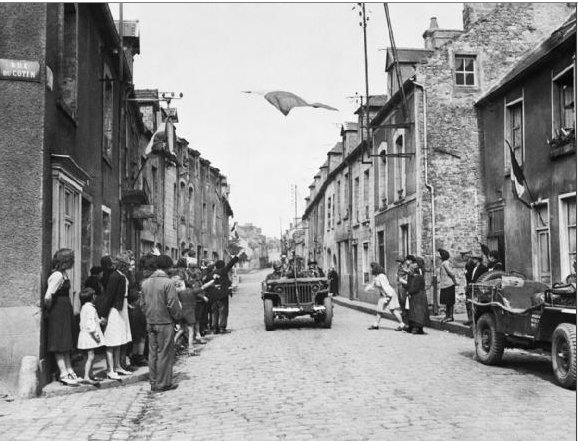
Un jeep del 7è cos nord-americà passa sota la bandera francesa quan els civils donen les gràcies als nord-americans després d'haver alliberat la ciutat.

Per completar la captura de Carentan, el general Courtney Hodges del Primer Exèrcit va crear un grup de combat sota el general Anthony McAuliffe per coordinar l'assalt final. La missió de prendre el Turó 30 es va reassignar al 506è PIR, l'atac al llarg del Bassin à Flot es va renovar i el 501è PIR es va alleujar de les seves posicions defensives per circular al darrere del 327 GIR i apropar-se al Turó 30 des de l'est. Els moviments van ser coberts per un bombardeig d'artilleria de Carentan durant tota la nit amb foc naval, artilleria del cos, morters de 4,2 polzades i destructors de tancs que s'havien unit al 327è GIR al canal oriental.
Dos batallons del 506è es van desplaçar per la carretera de Carentan després de la foscor, van passar pel 2n/502nd PIR a les 02:00 el 12 de juny, i van marxar a través del camp cap al Turó 30 (el poble de la Billonnerie), que van capturar cap a les 05:00. El 1r Batalló va ocupar posicions defensives cap al sud a l'altra banda de la carretera, mentre que el 2n Batalló va ser situat al nord per atacar la ciutat. El 501 PIR durant la nit es va situar en posició darrere de la 327a Planta d'Infanteria, va creuar el canal i va arribar al Turó 30 fins a les 06:30.
A les 06:00 Carentan va ser atacat des del nord pel 1er/401r GIR i pel sud pel 2n/506è PIR. Ambdues unitats es van trobar amb foc de metralladores des de la rereguàrdia, però el 2n/506 també va ser esporàdicament atacat per artilleria al sud de Carentan. Malgrat això, ambdues unitats van netejar ràpidament la rereguàrdia en una breu brega a prop de l'estació de ferrocarril i van avançar als carrers que van acabar amb les forces enemigues, els paracaigudistes nord-americans es van reunir a les 07:30 al centre de la ciutat després d'un breu combat. El 1er/506è PIR es va dedicar a un combat més greu al sud de la ciutat quan va haver de rescatar el lloc de comandament del coronel Sink, envoltat perquè s'havia allunyat massa cap a les línies alemanyes a les fosques.
A la tarda, tant el 506 com el 501 van avançar cap al sud-oest, però al cap d'un quilòmetre van ser aturats per contactes pesats amb noves unitats alemanyes, incloent uns quants tancs. La 17a Divisió SS Panzergrenadier tenia la intenció de contraatacar per reconquerir Carentan, però els seus canons d'assalt van ser retinguts a les zones de reunió per atacs aeris aliats. En lloc d'això, les unitats d'infanteria van atrinxerar-se en un terreny més alt de sota de la ciutat i van lluitar contra els paracaigudistes fins a la foscor.

### Bloody Gulch, 13 de juny

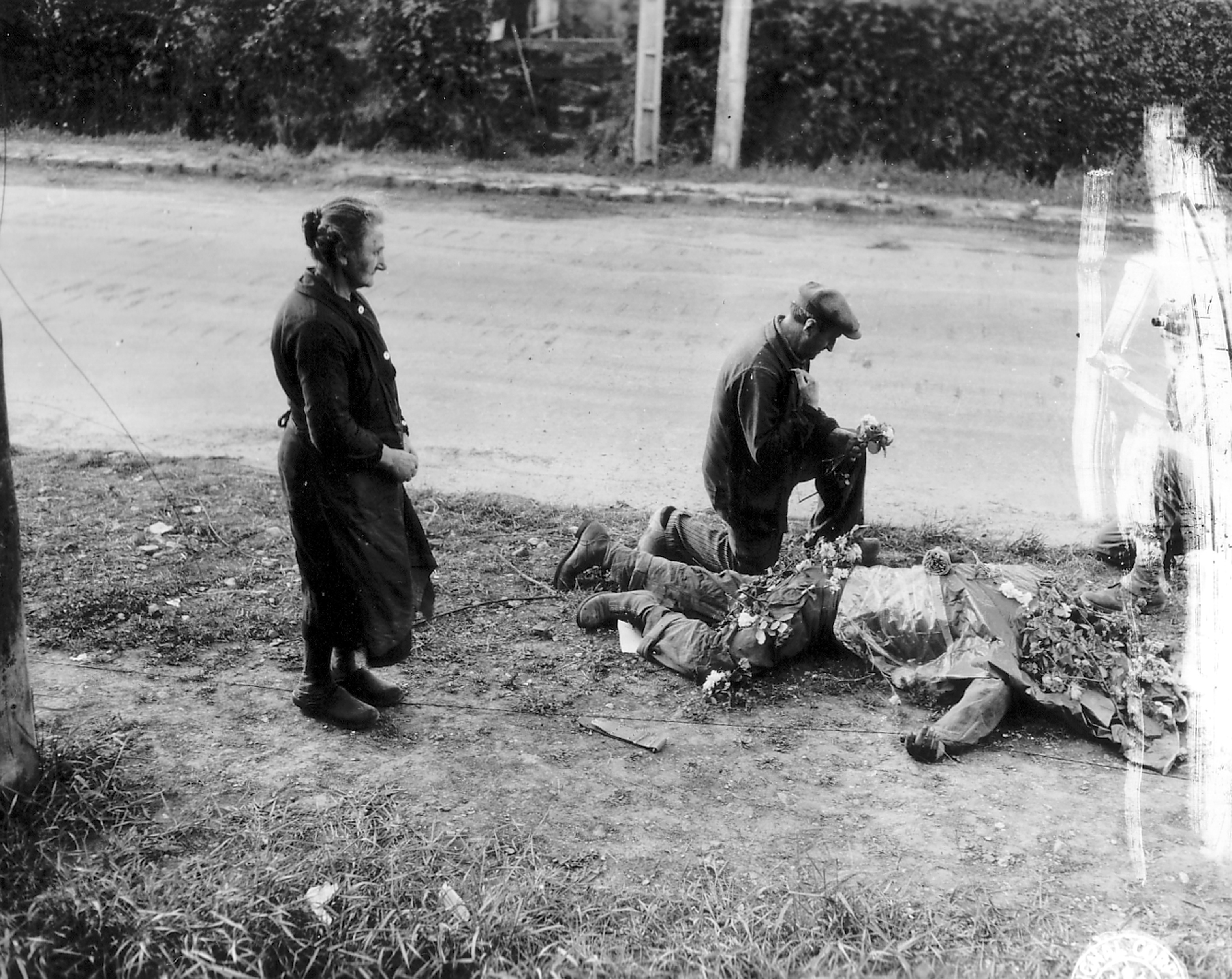
Francesos posant flors als cadàvers de soldats nord-americans

A la matinada del 13 de juny, la 101 Aerotransportada va estar a punt d'atacar la línia alemanya quan va ser atacada per tancs i canons d'assalt. Dos batallons del 37è regiment SS Panzergrenadier, amb el suport del 17è Batalló SS Panzer i III./FJR6, van atacar durament el 501 PIR al flanc esquerra, que va tornar a caure sota una forta pressió. Les companyies del flanc esquerre (Dog i Fox) de la 506a van donar pas a aquest punt, i cap al migdia les puntes de llança de l'atac alemany es trobaven a 500 m de Carentan. Tanmateix, la Companyia E (Easy) del 506, comandada pel tinent Richard D. Winters, va ancorar el seu flanc dret contra un terraplè del ferrocarril i va mantenir la seva posició. Reforçada pel 2n/502è PIR prenent posicions a la seva dreta, la companyia Easy va retardar l'atac alemany fins que poguessin arribar els tancs nord-americans.
Com a reacció davant un advertiment d'Ultra de la mida i amenaça del contraatac, el tinent general Bradley va desviar la 2a Divisió Blindada de la CCA (comandada pel general de brigada Maurice Rose i prop d'Isigny sur mer) cap a Carentan a les 10:30. A les 14:00, el CCA va atacar, recolzat pels obusos autopropulsats del 14è Batalló d'Artilleria de Camp cuirassat. Un dels grups de treball dels tancs i la infanteria mecanitzada va saltar a la carretera de Baupte, a la zona del 2n/506è, i va destrossar el principal atac alemany. Un segon grup de treball va retrocedir les forces alemanyes al llarg de la carretera de Périers, provocant grans pèrdues en homes i equips. CCA, seguit del 502è PIR, va empènyer cap a l'oest una milla més enllà de les línies originals.
El contraatac es va fer conegut anecdòticament entre els paracaigudistes supervivents com la "Batalla de Bloody Gulch".